# 백련사 고려사
《백련사 고려사》(白蓮寺 高麗史)는 부산광역시 남구, 백련사에 있는 《고려사》이다. 2014년 3월 19일 부산광역시의 문화재자료 제76호로 지정되었다.

## 특징
《고려사》는 조선 초기 김종서(金宗瑞), 정인지(鄭麟趾) 등이 세종의 교지를 받아 기전체(紀傳體)로 엮은 고려의 정사이다. 현존하는 최고본은 을해자(乙亥字)로 인출한 것으로 정확한 연대는 알 수 없고, 1482년(성종 13) 2월에 양성지의 상소로 인출되었을 것으로 추정될 뿐이다. 이 판본의 완질은 전해지는 것이 없고 규장각, 고려대학교도서관, 성암고서박물관 등에 낙질본 혹은 영본이 일부 전해지고 있을 뿐이다. 완질본은 매우 귀한 편인데, 동아대학교박물관 소장 《고려사》가 139권 75책의 완질본이다.
백련사 《고려사》는 목판본으로 모두 65책이다. 표지는 모두 개장되었으나, 인쇄 상태는 대체로 양호하며 파손된 부분은 거의 없다. 백련사 《고려사》는 65책이라는 결코 적지 않은 권질의 《고려사》라는 점에서 보존 가치가 있으며, 고려사 및 서지학 연구에 중요한 자료이다.

## 같이 보기
- 고려사